# Марінер-9

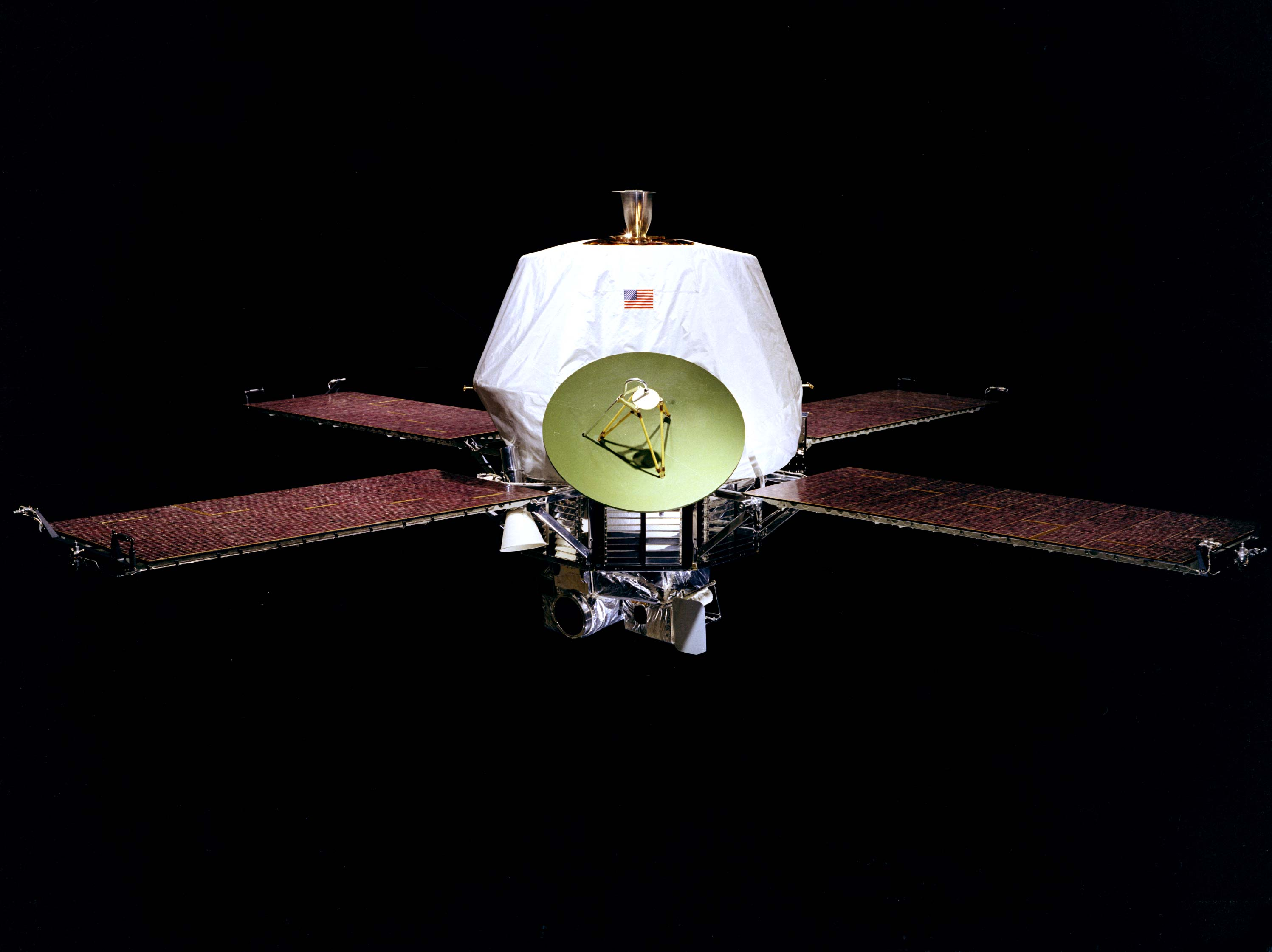

Марінер-9 (Mariner 9; інші назви — Mariner Mars '71 / Mariner-I) — перший міжпланетний космічний апарат, безпілотний зонд NASA, метою якого було досягнення орбіти Марса й дослідження цієї планети. Апарат був запущений 30 травня 1971 року й досяг Марса 14 листопада того ж року. Після декількох місяців пилових бур йому вдалося відправити на Землю чіткі знімки поверхні Марса. Загалом протягом своєї місії «Марінер-9» надіслав 7329 зображень.
Став першим штучним супутником іншої планети, випередивши радянські апарати «Марс-2» і «Марс-3».

## Конструкція апарата

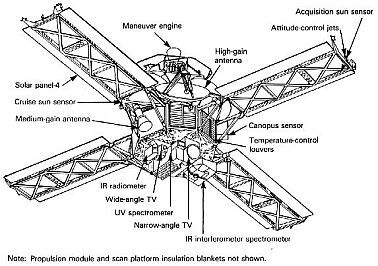
Схема конструкції «Марінер-9»

В плані конструкції «Марінер-9» ідентичний утраченому під час аварійного запуску «Марінер-8».
Загальна маса апарата становила 997,9 кг (включаючи 439,1 кг палива, необхідного для корекції траєкторії польоту, виходу на орбіту та її корекції). На орбіті штучного супутника маса «Марінера» становила близько 560 кг (з них близько 63 кг — маса приладів).
«Марінер-9» має восьмигранний корпус, виготовлений із магнію, алюмінію й склопластику. На корпусі розташовані чотири панелі сонячних батарей (кожна з яких має розміри 215 x 90 см; відстань між протилежними кінцями панелей становить 6,89 м). Ці батареї виробляли 800 Вт на земній орбіті та 500 Вт на орбіті Марса. Система сонячних батарей не постачала енергії безпосередньо до приладів, оскільки електроенергія накопичувалася в нікель-кадмієвих акумуляторних батареях, які після зарядки мали напругу в 26-38 В.
«Марінер-9» був оснащений двома телевізійними камерами, ультрафіолетовим та інфрачервоним спектрометрами, а також інфрачервоним радіометром. Прилади розташовані на сканувальній платформі, яка спрямовує їх на потрібні ділянки планети.

## Перебіг місії

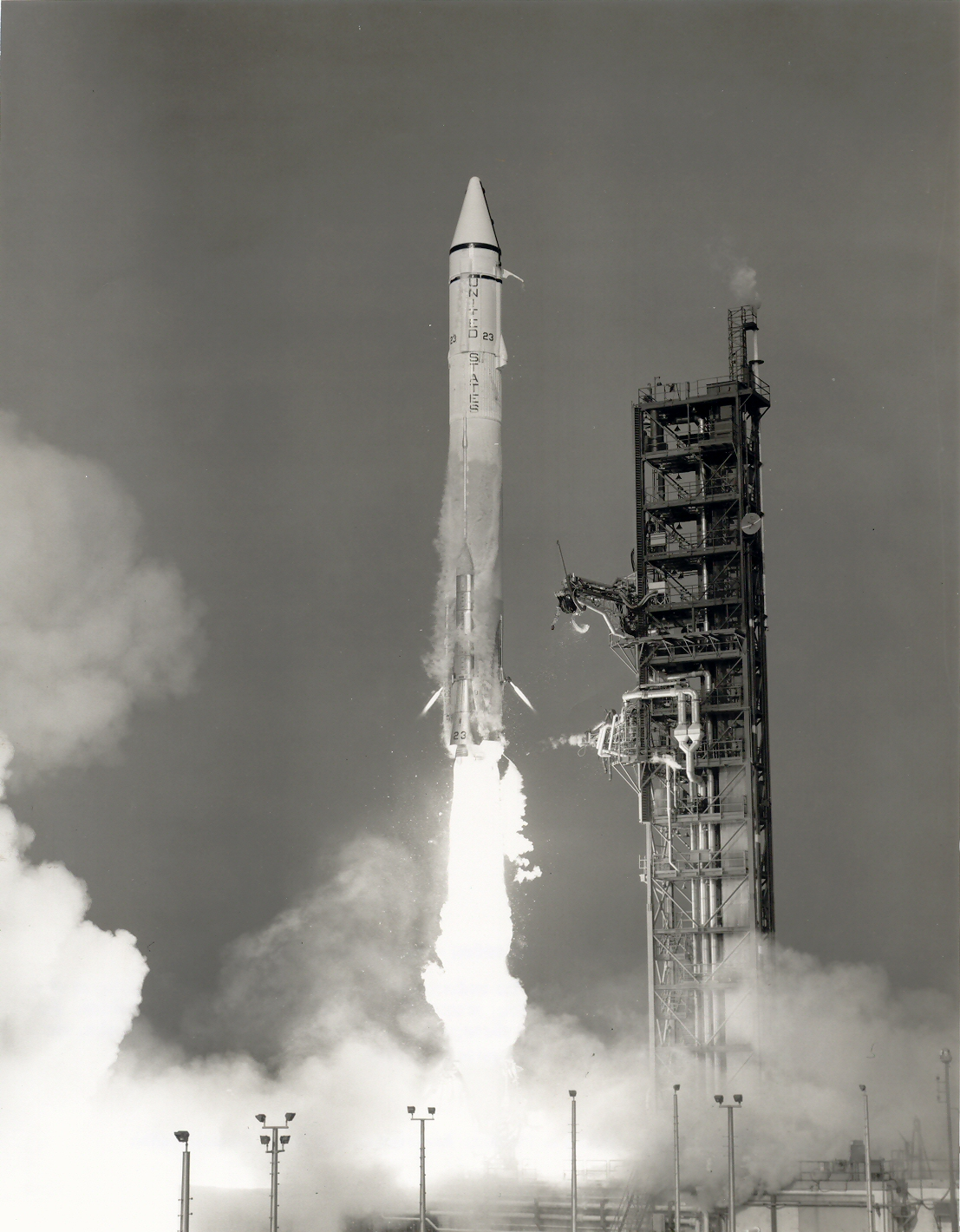
Запуск «Марінер-9»

«Марінер-9» був запущений із космодрому на мисі Канаверал за допомогою ракети-носія «Atlas-Centaur» 30 травня 1971 року о 22:23:00 UTC. Орбіти Марса апарат досяг 14 листопада того ж року, випередивши на 13 днів «Марс-2». 5 червня 1971 року відбулася корекція траєкторії польоту. Корекції орбіти проводилися 14 та 16 листопада 1971 року. Остання корекція уможливила картографування 70% поверхні шляхом отримання знімків, що перекриваються. Цьому сприяла також можливість передачі даних із великою швидкістю.
Після використання запасів газу, використовуваного для контролю місцеперебування апарата, 27 жовтня 1972 року, «Марінер-9» було вимкнено.

## Результати

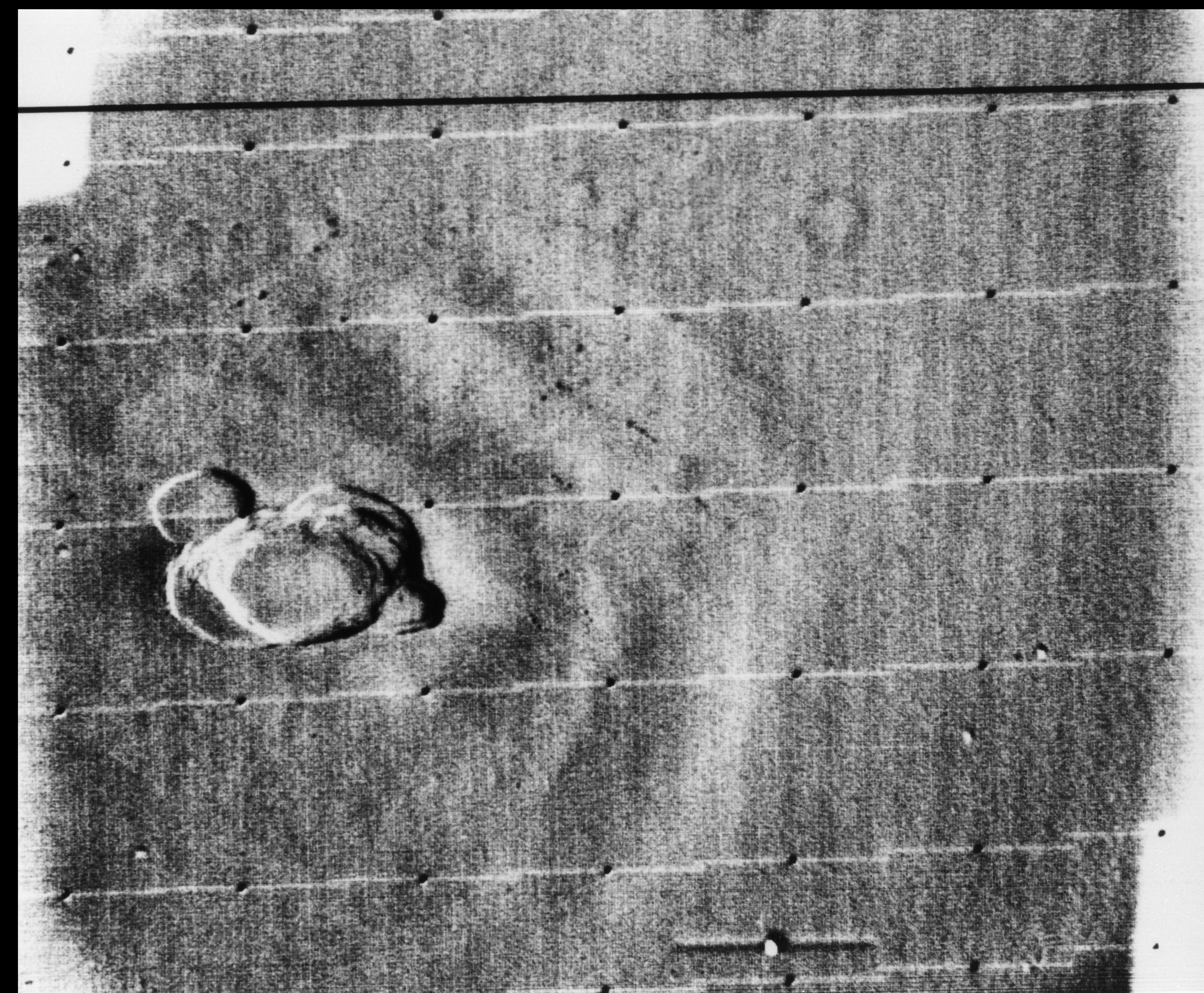
Гора Олімп і пилова буря

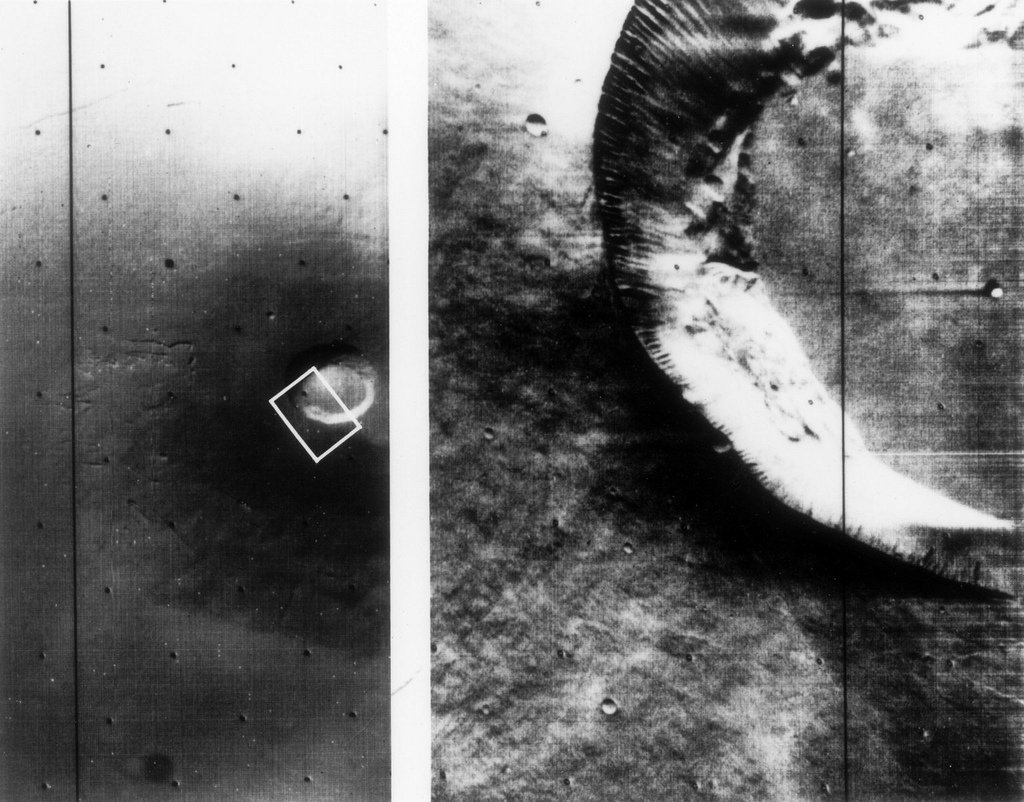
Марсіанський щитовий вулкан

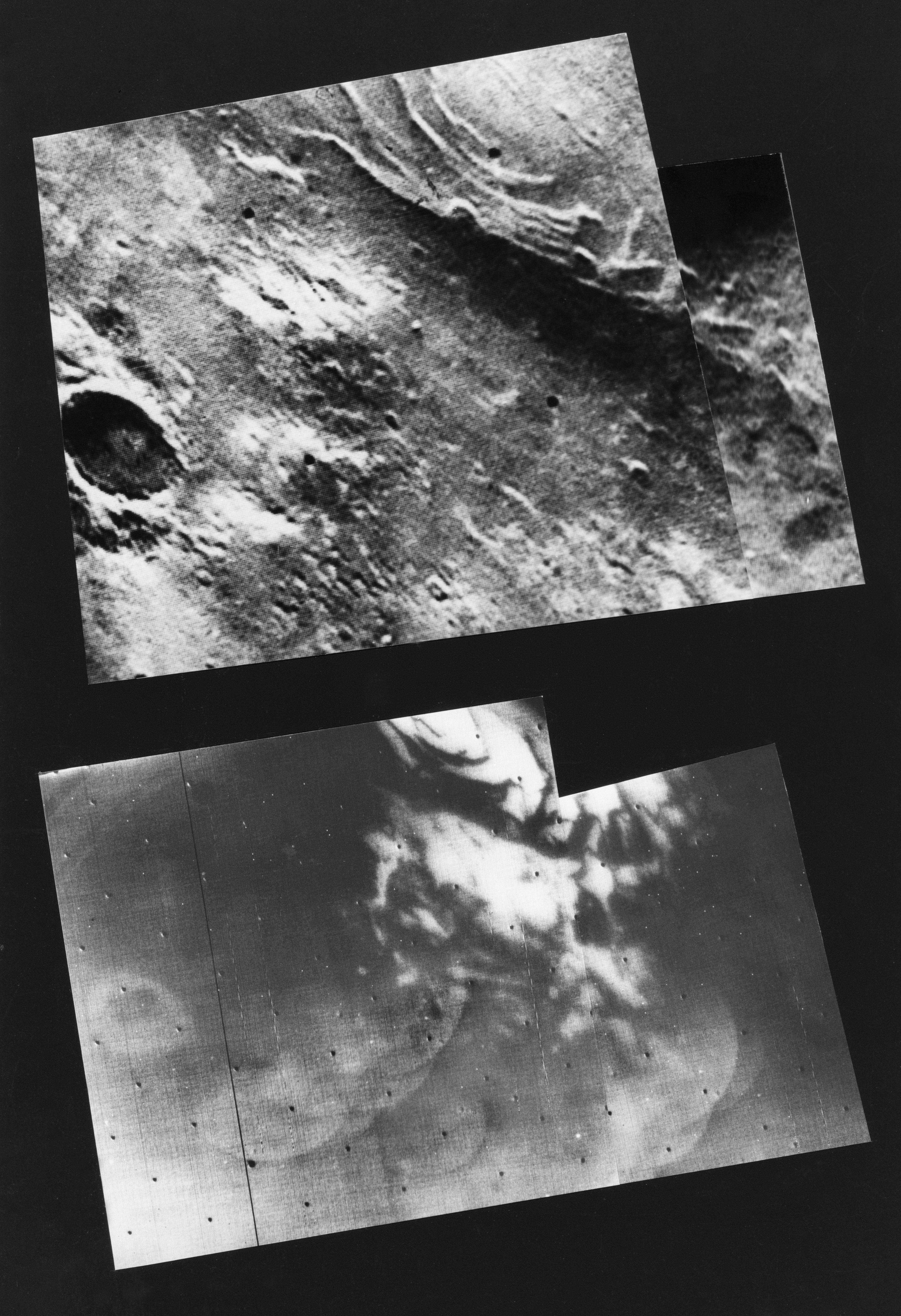
Північна полярна шапка

Перші знімки планети були зроблені «Марінер-9» до кінця жовтня 1971 року, проте через величезну пилову бурю на поверхні Марса, яка вирувала у південній півкулі, вони були поганої якості. Буря припинилася тільки близько 10 січня 1972 року.
Загалом «Марінер-9» надіслав на Землю 7329 зображень Марса.

## Теперішнє розташування апарата
Очікується, що «Марінер-9» залишатиметься на орбіті до 2022 року — тоді (через 50 років після зупинки), за оцінками NASA, апарат потрапить у атмосферу Марса, де він згорить, або ж упаде на поверхню планети.